# Worsleya procera
L’imperatrice del Brasile (Worsleya procera (Lem.) Traub) è una pianta bulbosa appartenente alla famiglia delle Amaryllidaceae. È l'unica specie nota del genere Worsleya (W.Watson ex Traub).

## Descrizione

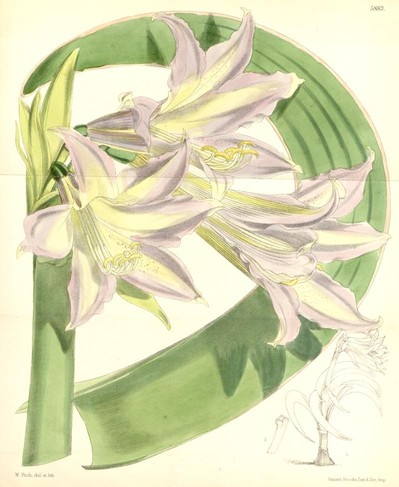

La pianta ha un grande bulbo che produce uno stelo alto con foglie ricurve verdi. I fiori sono grandi, dal lilla al blu, con piccole lentiggini all'interno; il frutto è una capsula da cui a maturazione fuoriescono i semi, neri e semicircolari.

## Distribuzione e habitat
La specie cresce in ambienti molto estremi e umidi, e si trova comunemente vicino a cascate in terreni ricchi situati su rocce di granito (che è il motivo per cui a volte è considerato una litofita) e luoghi soleggiati. ed è endemica del Brasile orientale.

## Galleria d'immagini

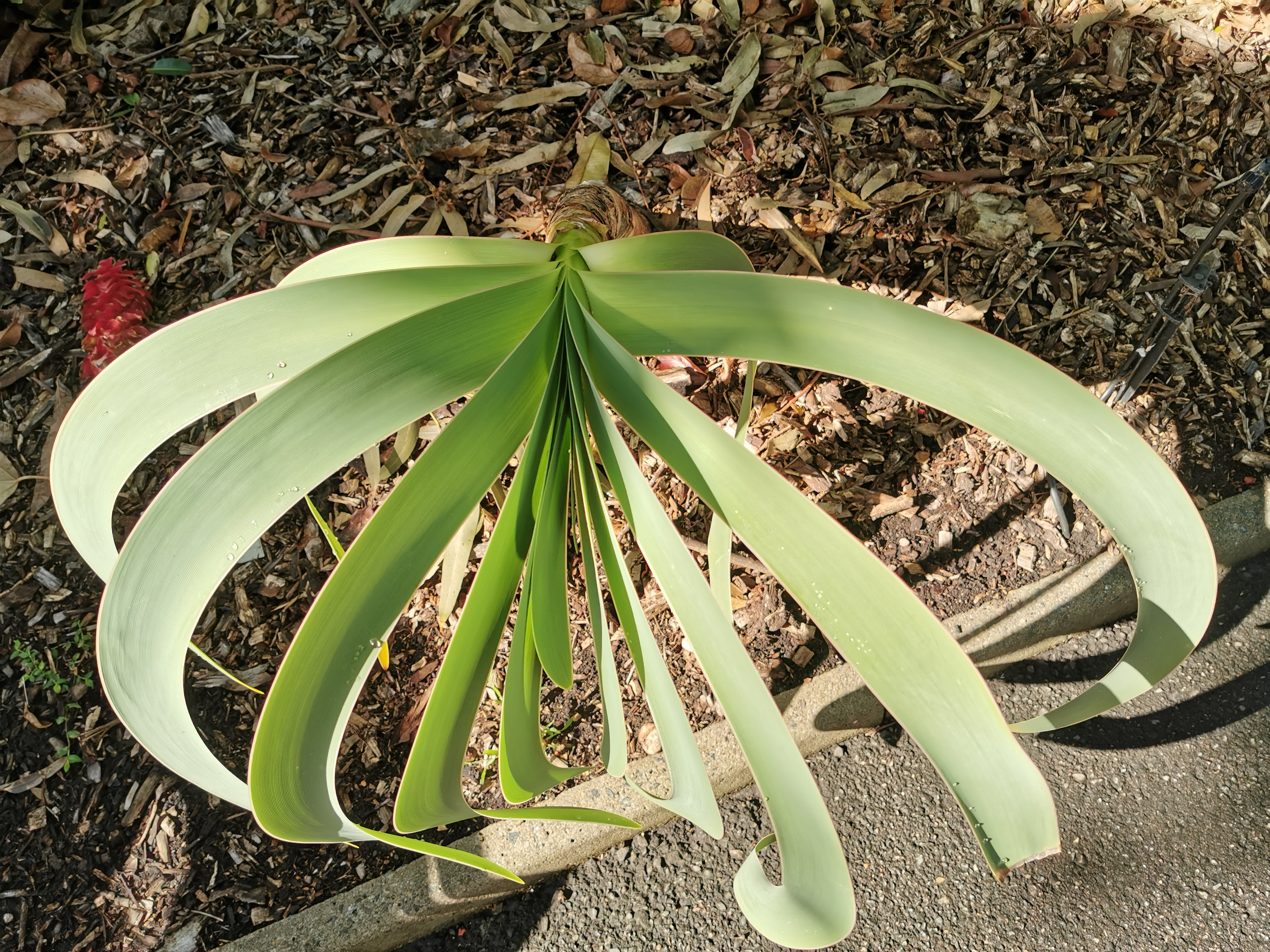
Le foglie
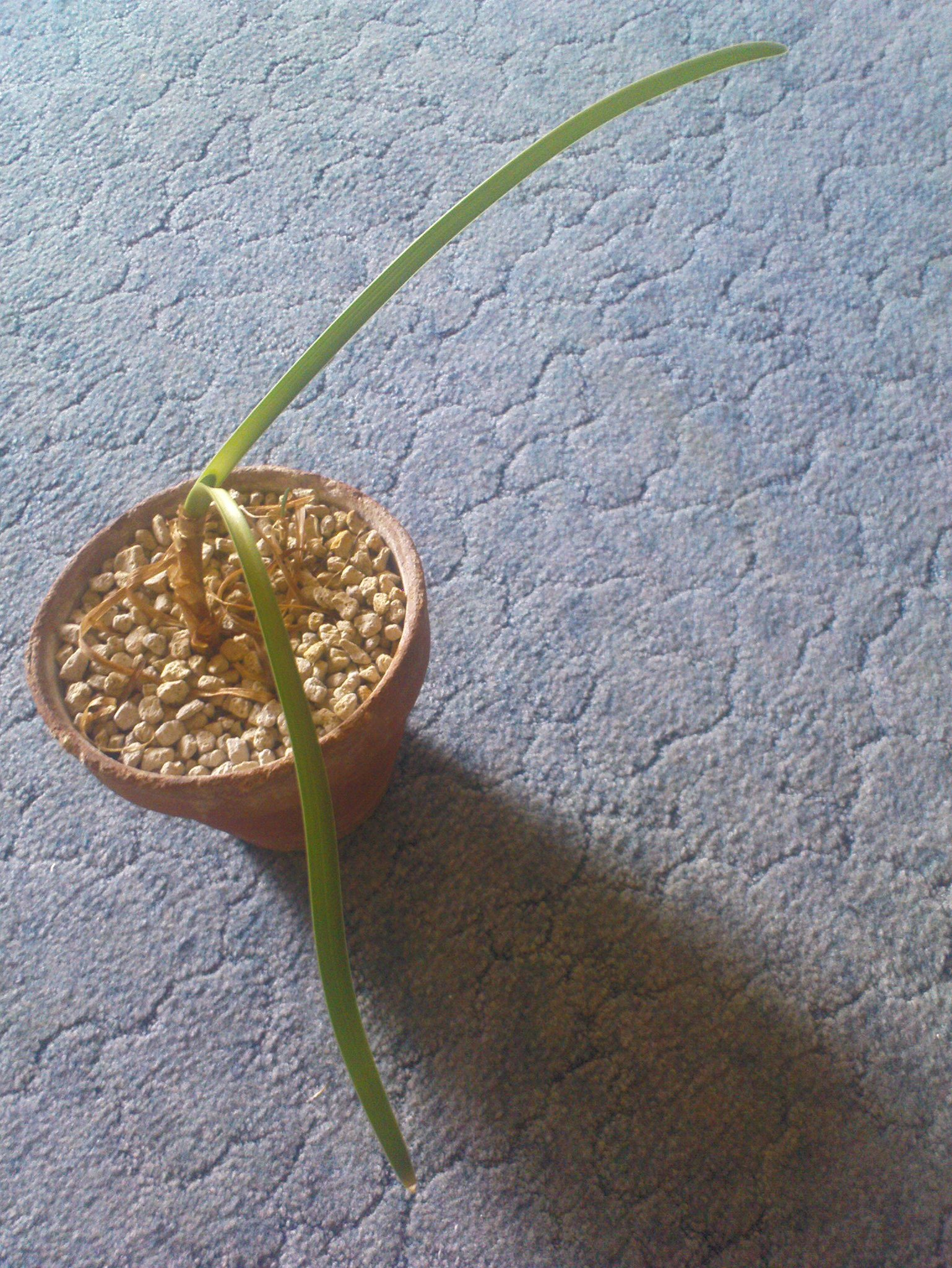
Una pianta che ha due anni